# الإعلام بمناقب الإسلام (كتاب)
الإعلام بمناقب الإسلام هو كتاب في العقيدة الإسلامية ومقارنة الأديان من تأليف المفكر المسلم أبي الحسن محمد بن يوسف العامري (ت 381 هـ) وضّح فيه فضيلة الإسلام على غيره من الديانات في المعارف والعلوم، وفي الملك والحكم. وقد ألّف هذا الكتاب في فترة مبكرة من تاريخ الفكر الإسلامي وهي القرن الرابع الهجري.

## نبذة عن المؤلف
هو أبو الحسن محمد بن أبي ذر يوسف العامري النيسابوري، من كبار الفلاسفة المسلمين في القرن الرابع الهجري (العاشر الميلادي). وُلد بمدينة نيسابور في مطلع القرن الرابع الهجري (على الأرجح)، وقضى حياة حافلة بالعلم والتدريس والتأليف والترحال العلمي بين الحواضر الثقافية الكبرى للعالم الإسلامي حينذاك؛ ولا سيّما بغداد والري وبخارى. ثم عاد إلى مسقط رأسه نيسابور، وتوفي بها يوم 27 شوال 381هـ (6 يناير 992م). وينتمي العامري انتماءً فكرياً وفلسفياً إلى مدرسة أبي يوسف يعقوب بن إسحاق الكندي (ت 260هـ / 873م) فقد كان تلميذاً للفيلسوف والجغرافي المشهور أبي زيد أحمد بن سهل البلخي (ت 322هـ / 933م) وكان البلخي بدوره تلميذاً للكندي. وأبو الحسن العامري كان من أعلام عصره في العلم والفكر، وقد وضعه الإمام الشهرستاني في مصاف كبار الفلاسفة، وتحدث عنه أبو حيان التوحيدي طويلاً في (الإمتاع والمؤانسة)، واقتبس كثيراً من كلماته في (المقابسات)، وكذلك اقتبس مسكويه (المؤرخ والمفكر الأخلاقي المشهور) في كتابه (الحكمة الخالدة) فصلاً طويلاً للعامري، كما ذكره وترجم له مؤلفون آخرون. درس العامري على يد البلخي بخراسان، ونبغ في العلوم الفلسفية حتى صار يُعرف بـ: «الفيلسوف النيسابوري». ولم يقض العامري كل حياته في نيسابور؛ لأنه كان - كمعظم علماء الإسلام - محباً للترحال في طلب العلم ونشره، ودراسة أحوال المسلمين، وتقلبات الأيام والدول. ولذلك وصفه بعض معاصريه بأنه «كان من الجوّالين الذين نقّبوا في البلاد، واطلعوا على أسرار الله في العباد». وخلال ترحاله كان يقيم في الحواضر الثقافية الكبرى في العالم الإسلامي، وبخاصة بغداد والري وبخارى، وخلال إقامته فيها كان يُدرِّس، ويؤلف، ويناظر. وفي مدينتي الري وبخارى بوجه خاص عاش العامري أخصب فترات حياته الفكرية.